# Jack London
Jack London (12. januar 1876 i San Francisco, Californien – 22. november 1916 i Sonoma County, Californien) var en amerikansk forfatter.
Han er kendt for sine vildmarksfortællinger, hvoraf mange er oversat til dansk. Særlig kendte er Når naturen kalder og Ulvehunden.
Han er også kendt for sine socialistiske holdninger som han fik efter at have læst det kommunistiske manifest. Dette giver sig bl.a.a udtryk i bogen Jernhælen fra 1916. 